# Кочетъёган
Кочетъёган (устар. Кочет-Ёган) — река в России, протекает по Нижневартовскому и Сургутскому районам Ханты-Мансийского АО. Устье реки находится в 55 км по правому берегу реки Ватьёган. Длина реки составляет 41 км.
В 14 км от устья, по правому берегу, впадает река Ай-Кочетъёган.

## Данные водного реестра
По данным государственного водного реестра России относится к Верхнеобскому бассейновому округу, водохозяйственный участок реки — Обь от впадения реки Вах до города Нефтеюганск, речной подбассейн реки — Обь ниже Ваха до впадения Иртыша. Речной бассейн реки — (Верхняя) Обь до впадения Иртыша.